# Париж (лінійний корабель, 1826)
«Париж» (рос. дореф. «Парижъ»; до лютого 1827 — «Дербент» (рос. дореф. «Дербентъ»)) — 110-гарматний вітрильний лінійний корабель Чорноморського флоту Російської імперії.

## Опис
Вітрильний 110-гарматний трипалубний лінійний корабель. Водотоннажність корабля становила 137 084 кубічних футів (3879 тонн), довжина — 58,9 метра, ширина — 15,9 метра, осадка — 6,6 метра, глибина інтрюма — 6,65 метра. Висота грузової ватерлінії біля ахтерштевня — 7,3 метра, біля форштевня — 7 метрів. Швидкість корабля при вітрі 5 балів сягала 7,75 вузла.
Озброєння корабля за відомостями з різних джерел становили від 110 до 112 гармат. Батарея «Парижу» складалося з тридцяти 36-фунтових короткоствольних гармат на нижній палубі, на середній — тридцять дві 24-фунтові гармати. На верхній палубі розміщувалися тридцять дві 18-фунтові гармати. Ще двадцять 6-фунтових гармат і чотири 24-фунтові карронади знаходилися на баці і чвертьпалубі. Екіпаж складав 913 осіб (за іншими даними — 840 осіб).
Корпус «Парижу» мав витончене завершення в пластично розробленій кормі. Гакаборт вінчали генії Слави, що підтримують вензель, кварторпіси прикрашали фігури каріатид, нижче з боків розташовувалися зображення орлів. Простінки між вікон були декоровані різьбленими фігурами дельфінів.
Перша назва була дана на згадку про захоплення Петром I фортеці Дербент у 1721 році і на згадку про приєднання Дербенського ханства під час російсько-перської війни 1804—1813 років. У лютому 1827 року був перейменований на «Париж». Назва дана на честь вступу російських військ до Парижа 18 березня 1814 року під час війни шостої коаліції. Після перейменування він став другим із трьох вітрильних лінійних кораблів російського флоту, що носили це ім'я. Однойменні кораблі будувалися в 1814 і 1849 роках, обидва кораблі також несли службу в складі Чорноморського флоту.

## Історія
Закладений у Миколаєві на стапелі Миколаївського адміралтейства 17 жовтня 1823 року, головний будівник — підполковник корпусу корабельних інженерів І. С. Разумов, в добудові корабля брав участь корабельний майстер 9-го класу І. Д. Воробйов. Після спуску на воду 23 вересня 1826 року увійшов до складу Чорноморського флоту Російської імперії.

### Російсько-турецька війна
Брав участь у російсько-турецькій війні 1828—1829 років. 21 квітня 1828 року на чолі ескадри під прапором віцеадмірала О. С. Грейга вийшов із Севастополя до Анапи, куди прибула 2 травня, проте через велику осадку «Парижу» не вдалося підійти близько до берега, тому в бомбардуванні фортеці участі він не брав.
Під час облоги фортеці на кораблі служив Е. І. Вергопуло, який брав участь у бойових діях на посаді траншей-майора, за що був нагороджений орденом Святого Володимира IV ступеня. Пізніше на тому ж кораблі брав участь у захопленні Варни, за що був нагороджений золотою шаблею з написом «За хоробрість».
В цей же час на кораблі «Париж» брав участь у захопленні фортець Варна й Анапа К. Є. Попандопуло, який за відзнаку при траншейних роботах був нагороджений орденами Святої Анни IV ступеня з написом «За хоробрість» і Святої Анни III ступеня з бантом.
Після капітуляції Анапи 3 червня у складі ескадри «Париж» вийшов у море і, не заходячи до Севастополя, пішов до Коварни, куди прибув 13 червня.

#### Облога Варни
22 липня 1828 року спільно з іншими кораблями флоту перейшов до Варни, а 24 липня, в день початку облоги, корабель відвідав імператор Микола I в супроводі князя Меншикова, графа Нессельроде, графа Бенкендорфа й інших осіб. Одночасно із сухопутними військами ескадра у складі восьми лінійних кораблів, трьох фрегатів, одного брига, одного люгера, одного пароплава і трьох бомбардирських суден підійшла до Варни і заблокувала її з моря.
З 26 липня по 7 серпня по кілька кораблів одночасно вели систематичний вогонь, по черзі обстрілюючи фортецю. 7 серпня о десятій годині ранку лінійні кораблі «Париж», «Імператор Франц», «Пимен», «Пармен», «Іоанн Златоуст», «Пантелеймон», «Норд-Адлер» і «Скорий» підійшли до фортеці та відкрили масований артилерійський вогонь. Кожен корабель, проходячи вздовж фортеці під малими вітрилами, відкривав вогонь і ставав знову на своє місце. Такий обстріл тривав щодня до 29 вересня.
27 серпня до флоту, що стояв біля Варни, знову прибув Микола I зі свитою, при цьому для спостереження за бойовими діями для імператора було встановлено телескоп. Імператор до кінця облоги 2 жовтня 1828 року перебував на лінійному кораблі «Париж» і особисто керував бойовими діями. 6 жовтня, після капітуляції Варни, російська ескадра пішла в море, і 12 жовтня «Париж» у її складі прибув до Севастополя.

#### Босфорські експедиції
У 1829 році корабель був укомплектований гвардійським екіпажем. З 12 до 19 квітня на чолі ескадри під прапором адмірала О. С. Грейга здійснив перехід із Севастополя до Сизополя. Основне завдання ескадри адмірала Грейга полягало у припиненні можливості виходу турецького флоту з Босфору до Чорного моря. Також ставилося завдання сприяти сухопутним військам фельдмаршалів І. І. Дібіча та І. Ф. Паскевича. Після переходу, базуючись в порті Сизополя, у складі ескадр неодноразово здійснював крейсерські плавання до протоки Босфор. 17 жовтня 1829 року разом з іншими кораблями повернувся до Севастополя.

### Після війни
Під час військової кампанії Російської імперії наступного 1830 року перебував у складі ескадри контрадмірала М. М. Кумані, що здійснювала перевезення російських військ з портів Румелії до Російської імперії.
У 1833 році брав участь в експедиції Чорноморського флоту на Босфор. 24 березня на чолі загону під прапором контрадмірала Й. І. Стожевського перейшов із Севастополя до Одеси, де прийняв на борт війська. 6 квітня «Париж» вийшов у море і до 11 квітня доставив російські війська в Буюк-Дере. 28 червня знову прийняв на борт російські війська, після чого у складі ескадри кораблів Чорноморського флоту залишив Босфор і, висадивши війська у Феодосії, 22 липня повернувся до Севастополя.

Під час експедиції корабель перебував у поганому стані. Начальник штабу Чорноморського флоту М. П. Лазарєв писав своєму другові Шестакову, характеризуючи стан кораблів ескадри:
Невеликий вітерець, що я мав із Феодосії, довів, що з 11 кораблів, яких Чорноморський флот мав у Босфорі, придатних тільки шість, а решта гнилі як у корпусі, так і в рангоуті. «Париж» геть гнив, і треба дивуватися, як він не розвалився. «Пімен», окрім гнилизни в корпусі, має всі щогли та бушприт гнилими до такої міри, що крізь фок-щоглу проткнули залізний шомпол наскрізь! Як вона трималася, дивно. «Пантелеймон» також увесь гнив, а фрегат «Штандарт» від сильної течії, що відкрилася, ледь не потонув. Отже, Чорноморський флот нині складається з 6 тільки придатних кораблів.
У кампанію 1833 року командир корабля, капітан 1-го рангу Г. О. Польськой, був нагороджений орденом Святого Станіслава II ступеня і турецькою золотою медаллю.
Після закінчення служби у складі Чорноморського флоту в 1836 році лінійний корабель «Париж» був переобладнаний на блокшив, а в 1845 році — розібраний.

## Командири
- Д. Є. Бальзам (1827 — вересень 1828);
- М. Д. Критський (вересень 1828 — 1829);
- М. Г. Казін (1829—1830);
- Г. О. Польськой (1830 і 1833).